# SDSS J162702.56+432833.9

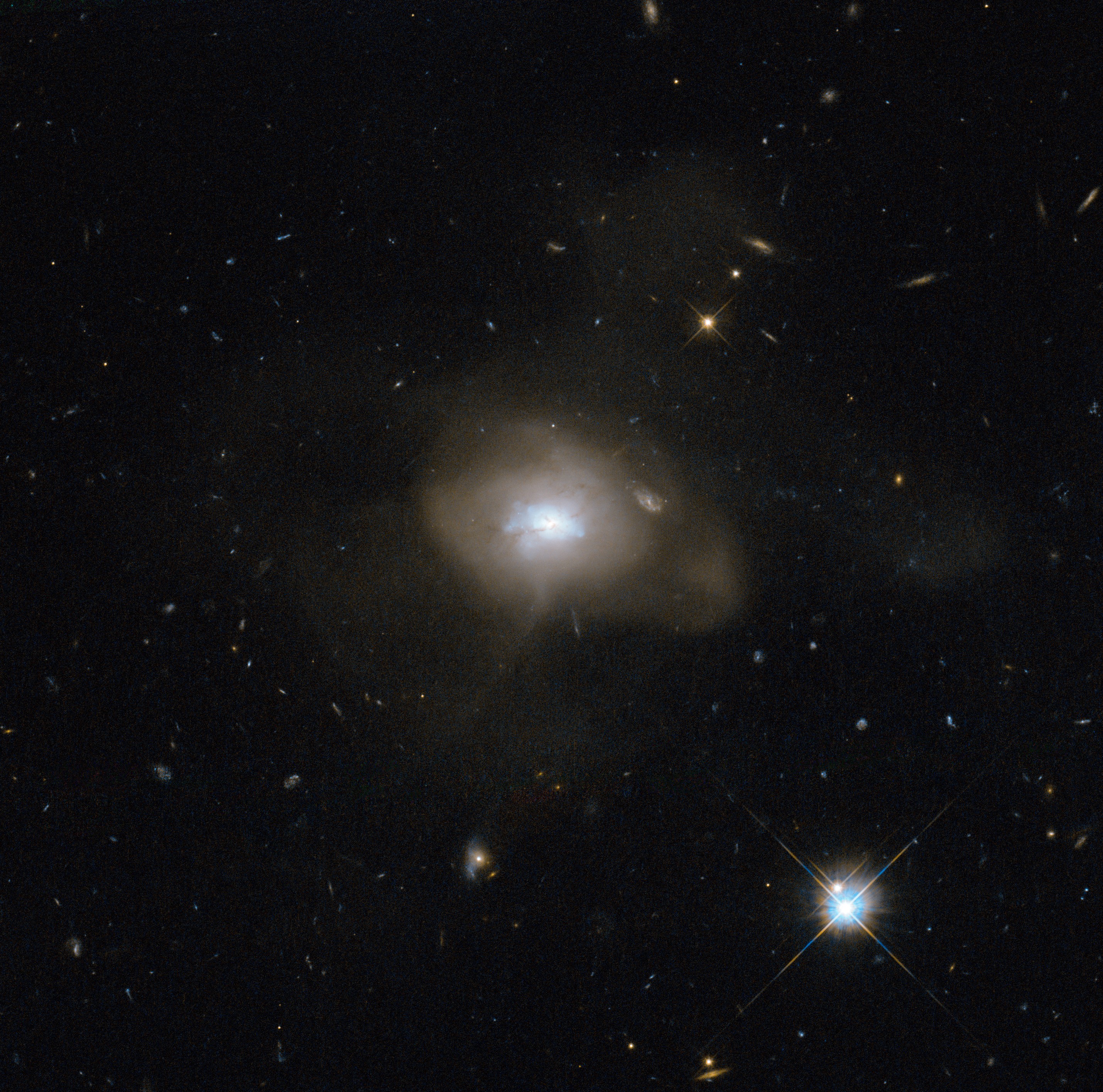
SDSS J162702.56+432833.9

SDSS J162702.56+432833.9，是外太空一個星系。在NASA / ESA哈伯太空望远镜看起来是一个弥漫柔软不规则的星系；这个星系可能是很久以前，两个也许类似于银河系的螺旋星系经过数百万年互相旋转、碰撞、合并的结果。
在合并中，原星系的星系盘延伸之后包围着新的星系核，几次互相旋转之后，因星系碰撞引发的星爆结束，按照哈勃分类这个星系是一个椭圆星系。
当星系碰撞时，所引发的引力波动搅动着原星系中的尘埃气体，形成大量的蓝白色恒星，此时整个星系看起来是蓝色的。不过这些恒星不会维持太长时间，经过几十亿年后这个星系将会变成以红色低质量恒星为主的椭圆星系。哈勃望远镜帮助天文学家们观测到这个星系，也观测到星系合并中所有阶段。
在SDSS J162702.56+432833.9星系中央有一些模糊的蓝色区域，那里聚集了一些残余的气体尘埃。 这些尘埃带可能是最近离开星系的旋臂的残余。

## 外部連結
- The calm after the galactic storm（页面存档备份，存于）